# Beilschmiedia oblonga
Beilschmiedia oblonga är en lagerväxtart som beskrevs av André Joseph Guillaume Henri Kostermans. Beilschmiedia oblonga ingår i släktet Beilschmiedia och familjen lagerväxter. Inga underarter finns listade i Catalogue of Life.